# Juan Fernández (Biathlet)
Juan Fernández (* 17. September 1963) ist ein ehemaliger argentinischer Biathlet.

## Karriere
Start und Höhepunkt in der internationalen Karriere von Juan Fernández war die Teilnahme an den Olympischen Winterspielen 1992 von Albertville. Bei den Biathlon-Wettbewerben in Les Saisies startete er in beiden möglichen Einzelwettkämpfen und erreichte über 20 Kilometer den 91., im Sprint den 93. Rang.
2002 startete er nach längerer Pause auf der Ebene des Biathlon-Europacups nochmals im Biathlonsport. In Obertilliach wurde er 62. im Sprint. 2004 wurde er an selber Stelle über dieselbe Strecke in seinem letzten internationalen Rennen 89. 2005 beendete er seine Karriere und arbeitet nun in offizieller Funktion für den argentinischen Biathlonverband.

## Biathlon-Weltcup-Platzierungen
Die Tabelle zeigt alle Platzierungen (je nach Austragungsjahr einschließlich Olympische Spiele und Weltmeisterschaften).
- 1.–3. Platz: Anzahl der Podiumsplatzierungen
- Top 10: Anzahl der Platzierungen unter den ersten zehn (einschließlich Podium)
- Punkteränge: Anzahl der Platzierungen innerhalb der Punkteränge (einschließlich Podium und Top 10)
- Starts: Anzahl gelaufener Rennen in der jeweiligen Disziplin

| Platzierung         | Einzel | Sprint | Verfolgung | Massenstart | Staffel | Gesamt |
| ------------------- | ------ | ------ | ---------- | ----------- | ------- | ------ |
| 1. Platz            |        |        |            |             |         |        |
| 2. Platz            |        |        |            |             |         |        |
| 3. Platz            |        |        |            |             |         |        |
| Top 10              |        |        |            |             |         |        |
| Punkteränge         |        |        |            |             |         |        |
| Starts              | 1      | 1      |            |             |         | 2      |
| Stand: Karriereende |        |        |            |             |         |        |

### Olympische Winterspiele
Ergebnisse bei Olympischen Winterspielen:
|                                             | Einzelwettbewerbe | Einzelwettbewerbe | Einzelwettbewerbe | Einzelwettbewerbe | Staffelwettbewerbe |
| Einzel                                      | Sprint            | Verfolgung        | Massenstart       | Herrenstaffel     |                    |
| ------------------------------------------- | ----------------- | ----------------- | ----------------- | ----------------- | ------------------ |
| Olympische Winterspiele 1992 \| Albertville | 91.               | 93.               | –                 | –                 | –                  |